# Шалару, Анатолий Викторович
Анато́лий Ви́кторович Шала́ру (рум. Anatol Șalaru; род. 7 февраля 1962, с. Варатик, Рышканский район, Молдавская ССР, СССР) — молдавский политический деятель. Министр обороны Республики Молдова с 30 июля 2015 по 27 декабря 2016 года.
Депутат первого созыва Парламента Республики Молдова с 1990 по 1994 год. Министр транспорта и дорожной инфраструктуры Республики Молдова с 25 сентября 2009 по 30 мая 2013 года.
Гражданин Республики Молдова и Румынии.

## Биография
Анатолий Шалару родился 7 февраля 1962 года в селе Варатик. По образованию — ветеринар. Работал научным сотрудником в области гигиены и эпидемиологии.
В 1988 году стал инициатором создания литературного социально-политического кружка «Алексей Матеевич» (названного по имени молдавского поэта), собиравшегося в людных местах, и начал кампанию по сбору подписей за провозглашение румынского языка как государственного языка и возвращение к латинской графике.
В начале 1990-х годов стал депутатом I созыва Парламента Республики Молдова.
В 1993 году основал Партию реформ и являлся её председателем до 1997 года. Позднее эта партия стала Либеральной партией.
В 1996—2008 годах работал в крупнейшей молдавской нефтяной и газовой компании Ascom Group: административным директором в Молдове (1996—1997), генеральным директором представительства Ascom в Туркменистане (1997—1999), директором проектов Ascom Grup (2002—2003), директором представительства Ascom в Ираке (2003—2008).
В 2008—2010 — заместитель председателя Либеральной партии.
В 2009 году был избран депутатом Парламента.
В 2010—2016 — первый заместитель председателя Либеральной партии.
В 2017—2019 — председатель Партии национального единства.
С 2019 года — генеральный секретарь Партии национального единства.

### Министр транспорта и дорожной инфраструктуры Республики Молдова
С 25 сентября 2009 по 30 мая 2013 года занимал пост министра транспорта и дорожной инфраструктуры в двух кабинетах премьер-министра Владимира Филата.
В начале 2010 года Шалару заявил, что «около 90 % национальных и 95 % местных автомобильных дорог нуждаются в ремонте».
В конце 2011 года министр утверждал, что около половины дорог в стране находятся в хорошем состоянии, а другая половина нуждается в ремонте, и пообещал, что к 2012 году все дороги в Республике Молдова будут отремонтированы.
Он также заявил, что, благодаря использованию современных, а не советских материалов, ремонт дорог в холодное время года не представляет опасности для качества работ.
Летом 2012 года одно из заседаний парламента, на котором Шалару, как министр транспорта, выступал с докладом, закончилось потасовкой между ним и депутатом от ПКРМ Григорием Петренко. Лидер ПКРМ Владимир Воронин публично поддержал своего однопартийца, критически высказавшись о Шалару. Премьер-министр Владимир Филат попросил Воронина публично извиниться перед министром, на что получил также неприятный ответ.
Осенью 2012 года скандал вызвал случай, когда модернизированный европоезд, обслуживающий маршрут Кишинёв—Окница—Кишинёв, несколько дней тянул тепловоз ещё советского производства. Как тогда заявил Шалару, причина — у обновленного локомотива сломалась старая коробка передач, отметив что поезд со вчера «больше не тянет советский тепловоз. Проблема поезда стала национальной проблемой».
В конце 2012 года бывший глава компании «Железная дорога Молдовы» обвинил Шалару в банкротстве компании, отметив, что за 2012 год ни один тепловоз не был подвергнут κапитальному ремοнту, как и большинство грузοвых вагοнов, закрыты ремοнтные линии в Кишинёвском вагοнном депо, а те ремонтные работы что имели место — производились на румынском заводе Remar, сотрудником которого когда-то был назначенный на должность главы ЖДМ Виталий Струнэ.
После отставки правительства Филата, между Шалару и Филатом произошёл конфликт, в ходе которого Шалару публично обвинил Филата в указании не голосовать за кандидата на пост премьер-министра Лянкэ, на что Филат в своём ответе на Facebook назвал Анатолия Шалару лжецом.
Говоря о личном транспорте, в 2011 году Шалару сообщил, что владеет автомобилем Мерседес Гелендеваген 1996 года выпуска, который приобрёл за 30 тыс. долларов в 1998 году у президента Туркменистана.
По сообщению сайта Actualitati.md, в 2013 году Шалару принадлежало два автомобиля марки Mercedes, один из которых был зарегистрирован в Румынии.

### Министр обороны Республики Молдова
30 июля 2015 года Анатолий Шалару был назначен на должность министра обороны Республики Молдова.
Издание «Комсомольская правда — Basarabia» сообщало, что к этому моменту Шалару владел автомобилем Mercedes Benz G500 1996 года выпуска, двумя квартирами в Кишинёве общей стоимостью в 450 тыс. леев, а также квартирой в Кишинёве стоимостью порядка 1,9 млн леев.
Сразу по занятии поста, после встречи с Министром обороны Румынии, Шалару заявил о намерении поменять военную доктрину Республики Молдова в сторону сближения с НАТО и открытии осенью 2015 года офиса НАТО в Кишинёве.
Резко критически высказывался в отношении военного парада в Тирасполе, состоявшегося 2 сентября 2015 года по случаю годовщины провозглашения непризнанной Приднестровской Молдавской Республики, назвал присутствие на нём военного атташе России недружественным действием Москвы.
В сентябре 2015 года по его указанию и при его личном участии был снят с постамента танк Т-34, установленный на территории мотопехотной бригады имени Штефана чел Маре в Кишинёве. По заявлению Шалару танк будет выставлен в организуемом музее «Советской оккупации», вместе с ещё пятью планируемыми к демонтажу танками-памятниками.
В ноябре 2016 года договорился с министром обороны Украины о предоставлении коридора для вывода части войск из состава Оперативной группы российских войск в Приднестровье с территории непризнанной Приднестровской Молдавской Республики, без согласования с Россией и непризнанной ПМР.
27 декабря 2016 года был отправлен в отставку.